# Joseph Millar
Joseph Millar (né le 24 septembre 1992) est un athlète néo-zélandais, spécialiste du sprint.
Il bat en mars 2017 ses records personnels sur 100 m et 200 m, à Hamilton (Porritt), avec 10 s 18 sur 100 m et 20 s 37 sur 200 m, ce qui le qualifie pour les Championnats du monde à Londres. Il termine 6e du 200 m lors de l'Universiade 2017 à Taipei.